# 禅城区
禅城区（ぜんじょうく）は中華人民共和国広東省仏山市に位置する市轄区。

## 行政区画
3街道、1鎮を管轄する
- 街道
  - 石湾鎮街道、張槎街道、祖廟街道
- 鎮
  - 南荘鎮